# Янтек, Мирослав
Мирослав Янтек (словац. Miroslav Jantek; род. 8 октября 1968, Чехословакия) — словацкий футболист и тренер.

## Карьера
В качестве футболиста выступал на позиции защитника. Несколько лет Янтек провел в словацкой Суперлиге, где он играл за "Татран", "Гуменне" и "Петржалку". В 2001 году словак переехал в Россию, где до конца сезона он представлял клуб Первого дивизиона "Арсенал" (Тула). Всего в первенстве Янтек провел за него 12 матчей. Завершал свою карьеру футболист на родине. На любительском уровне он выступал до 46 лет.
Закончив играть Мирослав Янтек занялся тренерской деятельностью. Он возглавлял "Татран" и братиславский "Интер".

## Достижения
- Финалист Кубка Словакии (1): 1996/97.